# Råtjärnen (Vitsands socken, Värmland)
Råtjärnen är en sjö i Torsby kommun i Värmland och ingår i Göta älvs huvudavrinningsområde.